# Alpidem
Alpidem (Ananxyl) là một loại thuốc giải lo âu thuộc họ imidazopyridine, liên quan đến thuốc ngủ zolpidem nổi tiếng hơn. Tuy nhiên, không giống như zolpidem, alpidem không tạo ra tác dụng an thần ở liều bình thường, và thay vào đó được sử dụng đặc biệt để điều trị chứng lo âu.
Alpidem được phát triển bởi Synthélabo (hiện là một phần của Sanofi-Aventis). Nó đã được phê duyệt để tiếp thị ở Pháp vào năm 1991. Thử nghiệm lâm sàng để có được sự chấp thuận của FDA Hoa Kỳ đã bị dừng lại vào năm 1992 và thuốc không bao giờ nhận được sự chấp thuận của FDA. Nó đã bị rút khỏi thị trường Pháp vào năm 1994 và không được chấp thuận cho tiếp thị ở bất cứ đâu trên thế giới.
Alpidem có ái lực liên kết nano đối với cả thụ thể trung tâm của benzodiazepine (CBR) và thụ thể benzodiazepine ngoại vi (PBR) (protein dịch mã 18 kDa) (PBR (Ki) 0,5-7 nM) và CBR (Ki) 1-28 nM, tương ứng. Tuy nhiên, cấu trúc hóa học của alpidem không liên quan đến của các benzodiazepin, và alpidem là như vậy, đôi khi được gọi là một nonbenzodiazepine.

## Chỉ định
Alpidem không được chấp thuận cho bất kỳ chỉ định nào.

## Sử dụng trước khi loại bỏ khỏi thị trường
Alpidem thường được kê đơn cho bệnh nhân lo lắng từ trung bình đến nặng. Hầu hết những bệnh nhân này đều có biểu hiện nhạy cảm hoặc kháng với điều trị bằng thuốc benzodiazepine, và do đó đã chuyển sang dùng thuốc không dùng thuốc benzodiazepine do giảm tỷ lệ tác dụng phụ so với thuốc benzodiazepine. Alpidem sản xuất ít hoặc không có tác dụng an thần hoặc thôi miên ở liều bình thường nhưng có thể tạo ra thuốc an thần khi sử dụng ở liều cao và chỉ có tác dụng chống co giật ở liều cao hơn nhiều so với sử dụng lâm sàng trong điều trị lo âu.

## Nguy hiểm
Năm 1995, Alpidem đã bị rút khỏi thị trường ở hầu hết các nước trên thế giới sau các báo cáo về tổn thương gan nghiêm trọng.